# 血液学
血液学（けつえきがく、英語: hematology）とは、人体の血液細胞（白血球・赤血球・血小板）を対象とする内科学の一分野である。

## 生理
血液細胞（白血球・赤血球・血小板）は胸骨、骨盤等に多く存在する造血幹細胞より成熟・分化する。

## 疾患一覧

### 赤血球系
- 貧血
  - 小球性貧血
    - 鉄欠乏性貧血
    - 鉄芽球性貧血
    - サラセミア

  - 正球性貧血
    - 再生不良性貧血
    - 溶血性貧血
    - 遺伝性球状赤血球症(HS)
    - 発作性夜間血色素尿症(PNH)
    - 自己免疫性溶血性貧血
自己免疫性溶血性貧血は、自己免疫応答によって起こる貧血。
      - 検査
        - クームス試験
直接Coombs試験が陽性となる。

  - 大球性貧血
    - 巨赤芽球性貧血
    - ビタミンB12欠乏性貧血
    - 葉酸欠乏性貧血
- 赤血球増殖性疾患
  - 真性多血症(PV)

### 白血球・リンパ球系
- 移植片対宿主病
- 急性白血病
- 骨髄増殖性疾患
- 白血球増殖性疾患
  - 急性骨髄性白血病 (AML)
  - 慢性骨髄性白血病 (CML)
- リンパ系増殖性疾患
  - 急性リンパ性白血病 (ALL)
  - 慢性リンパ性白血病 (CLL)
- 骨髄異形成症候群
  - 環状鉄芽球を伴わない不応性貧血
  - 環状鉄芽球を伴う不応性貧血
  - 多系統異形成を伴う不応性汎血球減少症
  - 芽球増加を伴う不応性貧血
  - 5q-症候群
- 骨髄線維症 (MF)
骨髄線維症は、骨髄が線維組織で埋まってしまう病気。
  - 症状
肝臓と脾臓が大きくなる。肝臓が大きくなることを肝腫大と言い、脾臓が大きくなることを脾腫大と言う。肝腫大と脾腫大を併せて肝脾腫と言う。
    - 合併症
白血病への移行や脾臓破裂等を合併する危険がある。

  - 病態
骨髄が線維組織に置き変わってしまう（別の組織が線維組織に置き変わってしまうことを線維化と言う）。血液を造る場所（造血の場）である骨髄が線維化を起こすので、代わりに肝臓や脾臓が造血の場となる（骨髄以外の造血が増加することを髄外造血亢進と言う）。髄外造血亢進によって肝脾腫が起こる。
  - 検査
    - 血液検査
      - 血清生化学検査
好中球アルカリフォスファターゼが上昇する。
      - 末梢血塗沫染色標本検査
白赤芽球が見られる。
      - 骨髄穿刺
骨髄液を注射で採って来る時に吸引不能を起こす。骨髄液の吸引不能をdry tapと言う。

  - 分類
    - 急性骨髄線維症 (ICD-10: C94.5)
    - 慢性骨髄増殖性疾患 (ICD-10: D47.1)
    - 続発性骨髄線維症 (ICD-10: D75.8)
    - 原発性骨髄線維症 (ICD-10: D75.8)
に分けられる。

  - 統計
原発性骨髄線維症の10%が白血病に移行する。
- 悪性リンパ腫 (ML)
  - ホジキン病 (HL)
  - 非ホジキン病 (NHL)
  - 血管免疫芽球型T細胞リンパ腫 (AILT) =血管免疫芽細胞性リンパ節症 (AILD)
- 多発性骨髄腫 (MM)
  - キャッスルマン病
  - クロウ・フカセ症候群
- 白血球減少症
- 後天性免疫不全症候群 (AIDS)
- 血漿タンパク異常
  - マクログロブリン血症 (ICD-10: C88.0)
    - IgM型免疫抗体産生細胞であるIgM産生B細胞が腫瘍性に増殖する悪性腫瘍。病態は、IgMの増加によって血液の粘りが強くなる過粘稠症候群を起こす。症状は、過粘稠症候群による眼底出血、等がある。検査は、血液検査ではIgMが異常高値を示す。治療は、腫瘍細胞に対して化学療法を行い、過粘稠症候群に対して血漿交換療法を行う。治療薬は、少量のメルファランにプレドニゾロンを併用するMP療法を行う。血症交換療法は、血液のうち細胞成分を除いた液体部分の成分を交換する治療で、大量のIgMを取り除くことで粘度を正常に戻して症状を防ぐ。

### 血小板
- ベルナール・スーリエ症候群（Bernard-Soulier症候群、Bernard-Soulier syndrome、BSS）
ベルナール・スーリエ症候群は、血小板粘着因子が先天的に欠損した症候群。
  - 原因
血小板が損傷組織に粘着するのに必要なGPIb/IX複合体と言う接着因子が先天的に欠損している事。
  - 病態
接着因子の先天欠損から血小板の粘着能が低下する。
  - 症状
血小板による一次止血が遅れて、出血時間が延長する。出血様式は皮膚粘膜出血が中心。
  - 検査
    - 血液検査
造血能の障害はないので血小板の数自体は減らない。
    - ガラスビーズ管試験
ガラスビーズ管試験では、粘着能の低下から多くの血小板が検出される。

  - 歴史
1948年にベルナールとスーリエによって報告された。
- 血小板無力症（グランツマンの血小板無力症、グランツマン病）
血小板無力症は、血小板凝集因子が先天的に欠損した病気。
  - 原因
血小板同士が凝集するのに必要なGPIIb/IIIa複合体と言う接着因子が先天的に欠損していること。
  - 病態
凝集因子の先天欠損から血小板の凝集能が低下する。
  - 症状
血小板による一次止血が遅れて、出血時間が延長する。出血様式は皮膚粘膜出血が中心。
  - 検査
    - 血液検査
造血能の障害はないので血小板の数自体は減らない。
    - ガラスビーズ管試験
ガラスビーズ管試験では、粘着能に異状はないので血小板の減少が見られる。

  - 歴史
1918年にグランツマンによって報告された。

### 凝固・線溶系
- 血友病
- フォン・ヴィレブランド病
フォン・ヴィレブランド病は、フォン・ヴィレブランド因子が先天的に欠損した病気。
  - 原因
血小板が損傷組織に粘着するのに必要なフォン・ヴィレブランド因子と言う接着因子が先天的に欠損していること。
  - 病態
接着因子の先天欠損から血小板の粘着能が低下する。
フォン・ヴィレブランド因子は第VIII因子の安定化にも寄与しているので、フォン・ヴィレブランド因子が欠損している本症では第VIII因子が不安定化している。
  - 症状
血小板による一次止血が遅れて、出血時間が延長する。出血様式は皮膚粘膜出血が中心。
第VIII因子は内因系凝固因子なので、活性化部分トロンボプラスチン時間が延長する。
  - 検査
    - 血液検査
造血能の障害はないので血小板の数自体は減らない。
    - ガラスビーズ管試験
ガラスビーズ管試験では、粘着能の低下から多くの血小板が検出される。
- 播種性血管内凝固症候群 (DIC)
- 特発性血小板減少性紫斑病 (ITP) (ICD-10: D69.3)
  - 治療
大量免疫グロブリン静注を行う。大量免疫グロブリン静注とは、大量の免疫グロブリンを静脈内注射すること。
- 血栓性血小板減少性紫斑病
- 溶血性尿毒症症候群 (HUS)
  - 病態
腸管出血性大腸菌感染症に続発する。
  - 統計
乳幼児や老人に多い。
  - 検査
末梢血塗沫標本では、ボロボロになった破砕赤血球が認められる。
- Factor V Leiden
- Protein C 欠損症
- Protein S 欠損症

## 検査

### 血清生化学検査
- 血清鉄
血清鉄は血清中に存在する鉄の濃度。トランスフェリンと結合している。
  - 正常値 : 80〜160μg/dl
- 貯蔵鉄
貯蔵鉄は血清以外に貯蔵されている鉄。
  - 正常値 : 1g
- フェリチン
フェリチンは貯蔵鉄と結合しているタンパク質。
  - 意義
本来血清には存在しない貯蔵鉄だが、フェリチンが水溶性の為に貯蔵鉄の量に比例して血清フェリチンが測定できる。従って、血清フェリチン濃度が貯蔵鉄を測る指標となる。
脂肪肝においては血清フェリチンの増加がしばしばみられ、脂肪肝のなかでも非アルコール性脂肪性肝炎 (NASH) を含んだ非アルコール性脂肪性肝疾患では、肝組織内の鉄の過剰が肝障害の増悪因子と考えられている[1]。
  - 正常値 : 20〜120
- 総鉄結合能(TIBC)
総鉄結合能は、鉄が結合できる能力の全量。
  - 意義
トランスフェリンが全部でどのくらいの鉄を運べるかを表している。
  - 正常値 : 250〜400μg/dl
- 不飽和鉄結合能(UIBC)
不飽和鉄結合能は、不飽和鉄を結合する能力。
  - 意義
トランスフェリンがあとどれだけの（不飽和）鉄と結合する能力が残っているかを表す。

### 鉄動態検査
鉄動態検査は鉄動態（フィロカイネティックス）を調べる検査。放射線標識した59Feを用いて検査する。
- 血漿鉄消失時間(PIDT、{\displaystyle {\mbox{PIDT}}_{\frac {1}{2}}})
血漿鉄消失時間（けっしょうてつしょうしつじかん）は、血漿から鉄が消失する時間。
  - 意義
鉄がどれだけの速さで消費されるかを表す。
  - 方法
59Feを静脈注射して、放射能が{\displaystyle {\frac {1}{2}}}になるまでの時間を計る。
  - 正常値 : 60〜120分
  - 判定

| 血漿鉄消失時間[分] | 意味                     | 判定                                       |
| ------------------ | ------------------------ | ------------------------------------------ |
| 120 〜 000         | 鉄過剰、又は鉄の利用障害 | 再生不良性貧血、等                         |
| 060 〜 120         | 正常                     |                                            |
| 000 〜 060         | 鉄不足、又は利用亢進     | 溶血性貧血、鉄欠乏性貧血、鉄芽球性貧血、等 |

- 赤血球鉄利用率(%RCU)
赤血球鉄利用率は、投与した鉄の内何％が赤血球産生に使われたかを表す率。
  - 正常値 : 80〜100%
  - 判定

| 赤血球鉄利用率[%] | 判定                         |
| ----------------- | ---------------------------- |
| 80 〜 00          | 正常、鉄欠乏性貧血、等       |
| 00 〜 80          | 鉄芽球性貧血、溶血性貧血、等 |

### 凝固機能検査
- ガラスビーズ管試験
ガラスビーズ管試験は、ガラスのビーズを詰めた管に上から血小板の入った血漿を流しいれて、下から出てきた血小板の量を測る検査。
  - 意義
血小板は正常ではガラスに粘着して出てくる量が減るので、血小板の粘着能を測ることが出来る。
- プロトロンビン時間(PT)
プロトロンビン時間は、外因系凝固因子を測る検査。
- 活性化部分トロンボプラスチン時間(APTT)[2]
活性化部分トロンボプラスチン時間は、内因系凝固因子を測る検査。

## 関連分野
- 輸血
- 生命倫理学
- 医療人類学